# Natt

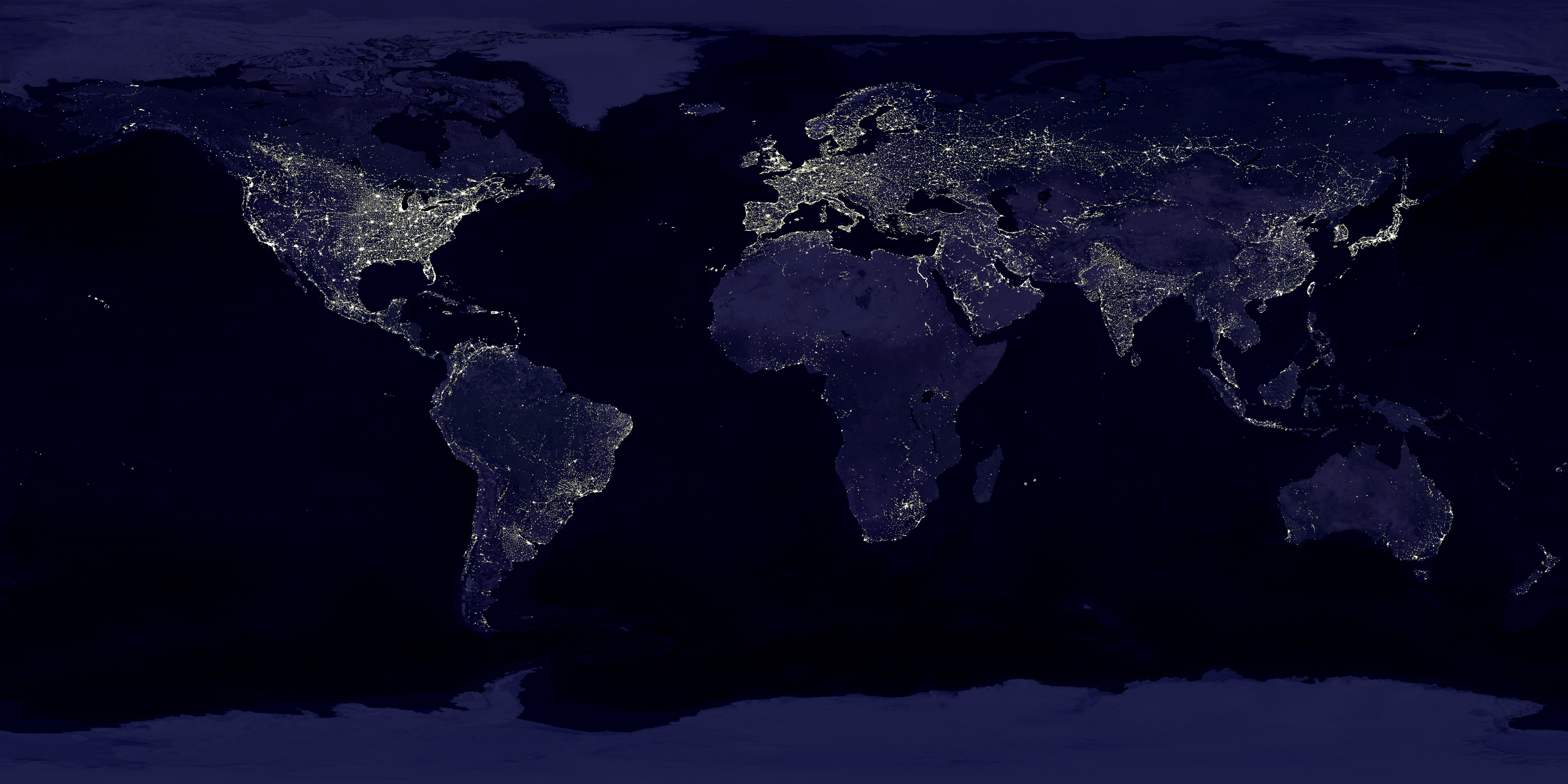
Jorden sedd från rymden när det är natt. Bilden är sammansatt av flera satellitbilder från Nasa.

Natt är i astronomisk bemärkelse den tidsperiod då solen befinner sig under horisonten på en viss longitud. Solljusets brytning (refraktion) i atmosfären gör att det råder skymning respektive gryning även då solen står så pass långt ner som till 18 grader under horisonten. Det är tillräckligt ljust för att man med normal syn skall kunna läsa åtminstone lite större skrift om solen står mindre än 6 grader under horisonten och först när solen är mer än 18 grader under horisonten når inget solljus fram alls.

## Avgränsning och användning

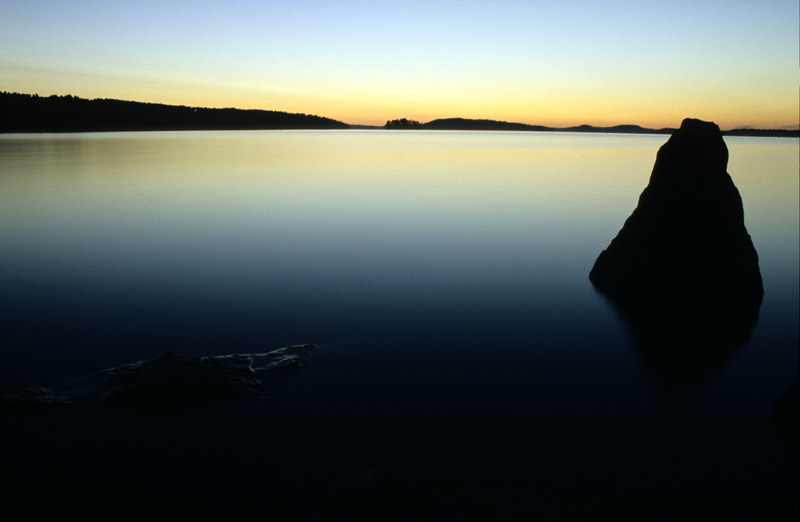
Ljus sommarnatt vid Vesijärvi i Finland, juli 2004.

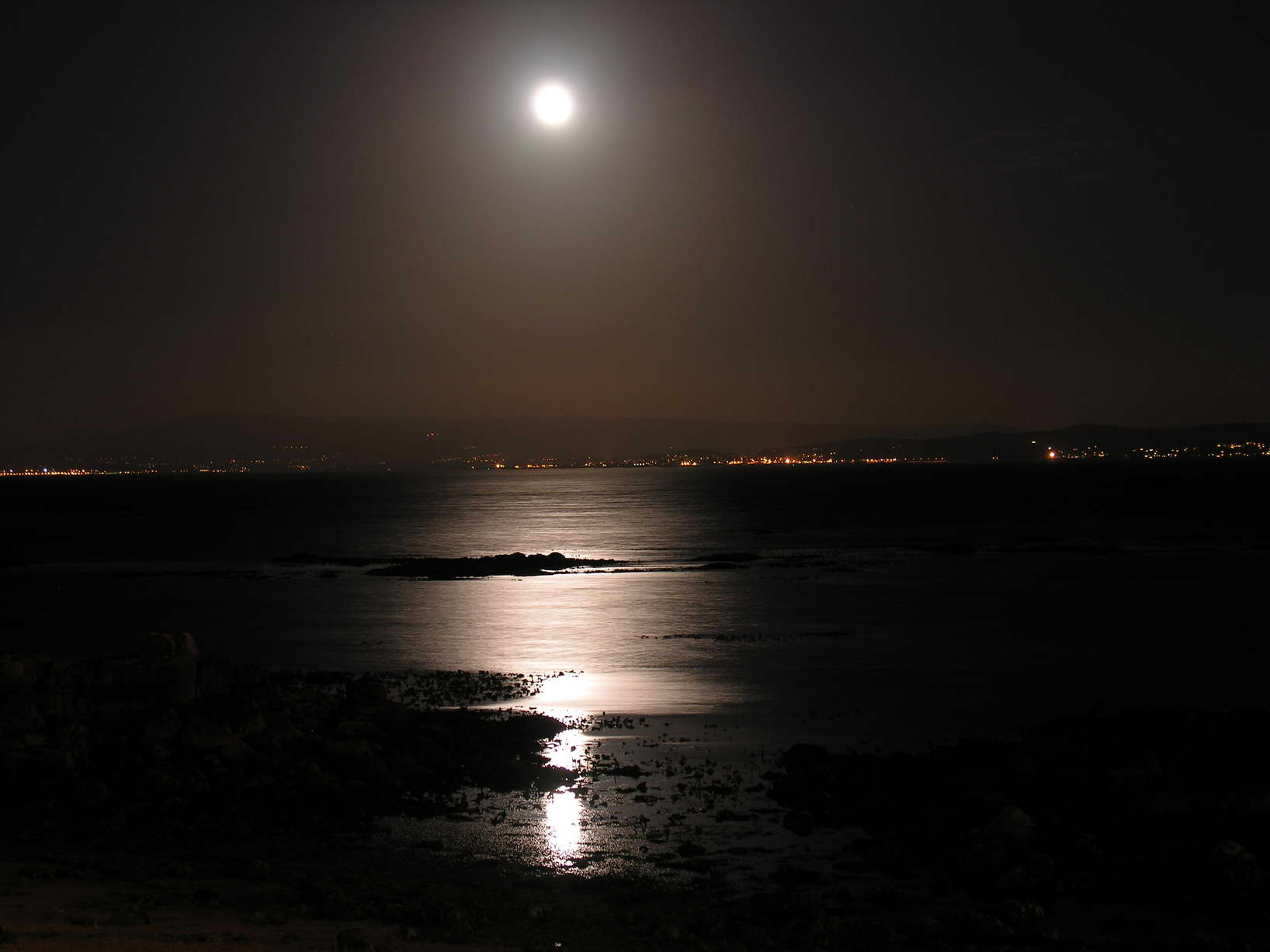
Natt med månljus över Galicien, Spanien, 20 oktober 2005.

Nattens längd varierar mycket beroende på årstid och vilken latitud man befinner sig på. Den längsta möjliga natten, som varar från något dygn till knappt ett halvår beroende på latitud kan upplevas i polarregionerna norr om norra polcirkeln respektive söder om södra polcirkeln och kallas då polarnatt. 
På natten sover de flesta, även om vissa yrken, såsom till exempel polis, läkare eller brandmän, alltid måste finnas till hands och människor verksamma inom dessa yrkesområden får därför jobba skift. Även om de flesta förskolor ("dagis") är stängda, finns det vissa särskilda nattöppna förskolor, så kallade "nattis".
När man talar om natten en viss veckodag, exempelvis lördagsnatt, avses i allmänhet natten efter denna dag, i exemplet natten mot söndag.
Natten förknippas ofta med övernaturliga fenomen och brottslighet.

## Folktro
Natten är förknippad med en stor mängd folkliga övernaturliga föreställningar. På natten härskar onda väsen medan gryningen, och ljuset driver bort dem. Att troll spricker när de träffas av solstrålar och att vampyrer inte kan vistas i ljuset är vanliga motiv i sagor och populärkultur. Spöktimmen eller midnattstimmen (timmen efter midnatt) är särskilt förknippad med övernaturliga fenomen som spöken och gengångare. Vid den tiden kunde man enligt folktron även sluta kontrakt med djävulen.

## Källhänvisningar
1. ↑  "natt". NE.se. Läst 8 november 2014.